# 네이선 텔러
네이선 애디왈레이 테미타요 텔러(영어: Nathan Adewale Temitayo Tella, 2002년 7월 11일 ~ )는 잉글랜드에서 태어난 나이지리아의 축구 선수이다. 그의 포지션은 공격형 미드필더 또는 오른쪽 윙어로, 현재 독일 분데스리가의 바이어 레버쿠젠에서 활약하고 있다.

## 구단 경력

### 초기 경력
네이선 텔러는 하트퍼드셔주, 스테버니지에서 자랐으며 번팅퍼드 마을에 있는 에드윈스트리 중학교와 프레먼 칼리지에서 교육을 받았다. 2015년, 그는 GCSE 시험을 치르고 졸업했다.
아스널에서 10년을 보낸 후, 텔러는 레딩과 노리치 시티 입단 테스트를 거쳐 2017년 4월, 사우샘프턴에 입단했다.

### 사우샘프턴
2019년 7월, 그는 구단과 1년 더 계약을 연장하였고, 2020년 7월에는 3년 연장 계약을 맺었다.
2020년 6월 19일, 텔러는 3-0으로 이긴 노리치 시티와의 경기에서 교체 투입되어 성인 무대 데뷔전을 치렀다. 2021년 2월 11일, 그는 2-0으로 이긴 울버햄프턴 원더러스와의 FA컵 5라운드 경기에서 스튜어트 암스트롱의 쐐기골을 도와 첫 공격포인트를 기록했다. 2월 23일, 텔러는 3-0으로 패한 리즈 유나이티드와의 경기에서 프리미어리그 첫 선발 출장을 가졌다. 5월 15일, 텔러는 3-1로 이긴 풀럼과의 경기에서 프리미어리그 데뷔골을 기록했다.
2022년 1월 6일, 텔러는 사우샘프턴과 2025년까지 3년 반의 연장 계약을 체결했다.

#### 번리 (임대)
2022년 8월 11일, 텔러는 번리로 한 시즌 임대되었다. 2023년 2월 11일, 3-0으로 이긴 프레스턴 노스 엔드와의 경기에서 첫 해트트릭을 기록하며 팀의 10연승에 기여했으며, 그리고 한달 뒤 3-1로 이긴 헐 시티와의 경기에서 두번째 해트트릭을 기록하며 팀의 승리를 견인했다.

### 바이어 레버쿠젠
2023년 8월 27일, 분데스리가의 바이어 레버쿠젠은 텔러와 5년 계약을 맺었다고 발표했으며, 언론 보도에 따르면 이적료는 £20M로 추정된다.

## 사생활
잉글랜드에서 태어난 텔러는 나이지리아 혈통이다.

## 수상 내역
번리
- EFL 챔피언십: 2022–23[23]

개인
- PFA 챔피언십 팬 선정 이달의 선수: 2023년 3월[24]
- EFL 챔피언십 올해의 팀: 2022–23[25]
- PFA 올해의 팀: 2022–23 챔피언십[26]